# Koog aan de Zaan

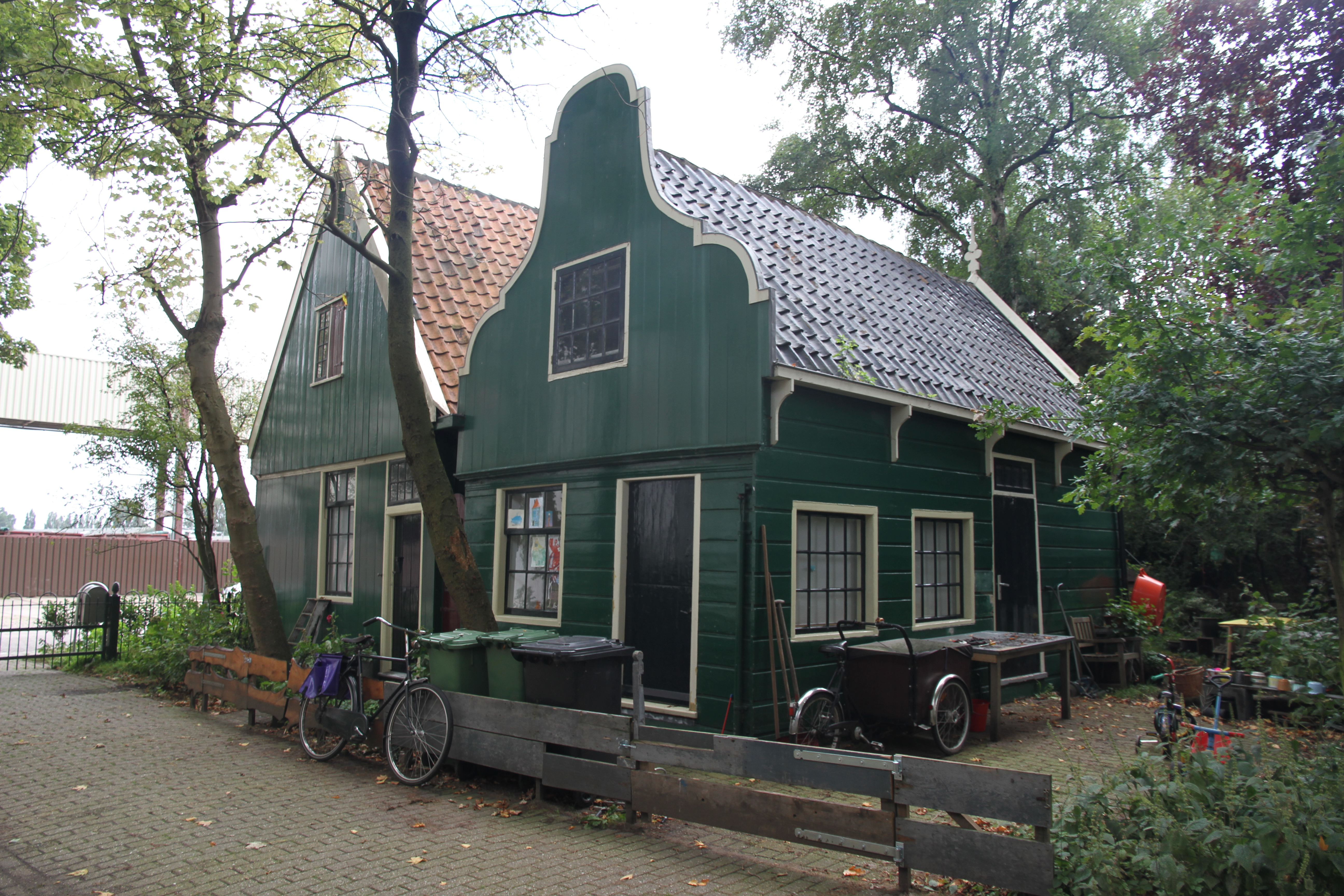
Edificio classificato come rijksmonument a Koog aan de Zaan

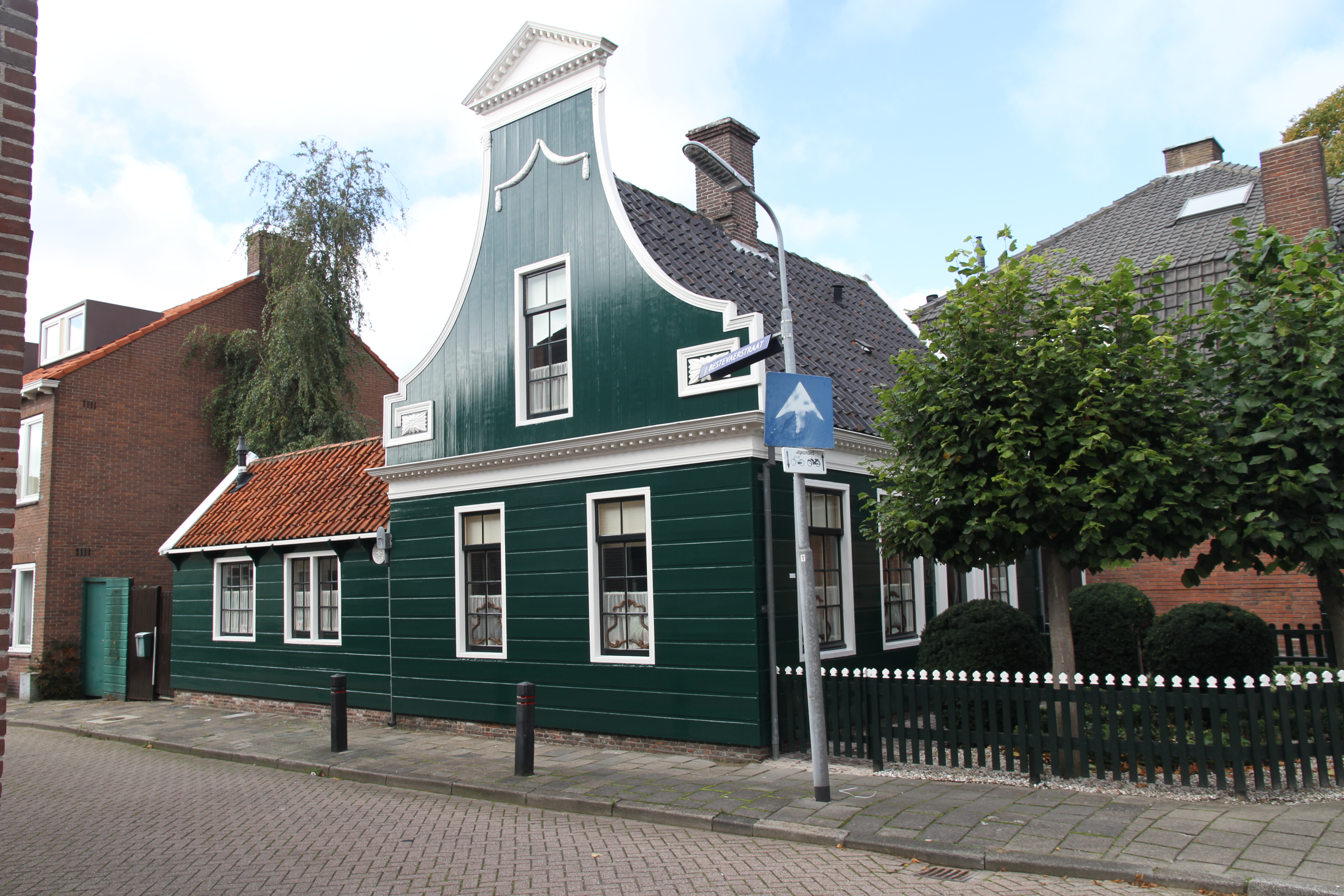
Altro edificio classificato come rijksmonument a Koog aan de Zaan

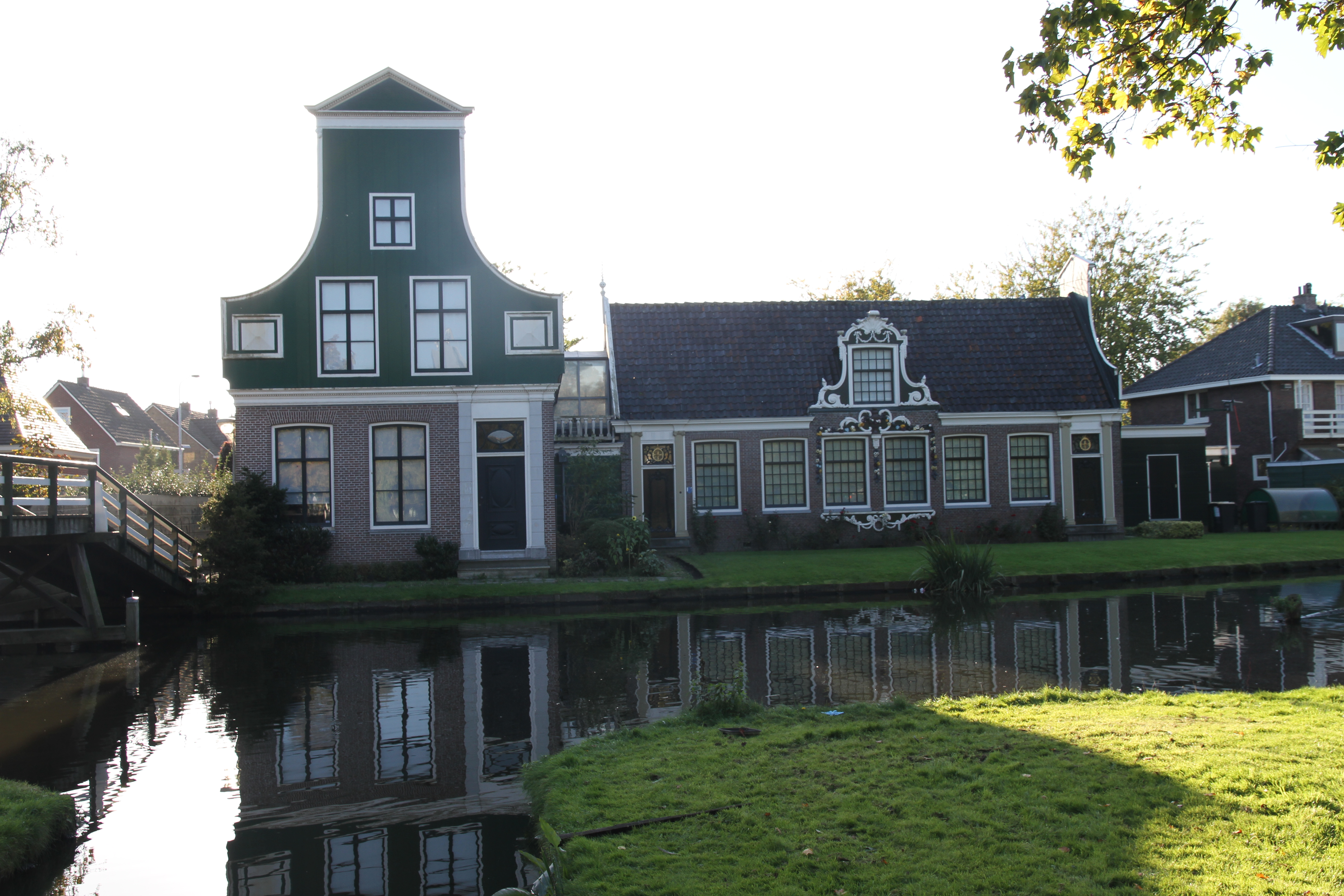
Koog aan de Zaan: il Molenmuseum, museo dedicato ai mulini a vento

Koog aan de Zaan  è un villaggio di circa 11.000 abitanti del nord-ovest dei Paesi Bassi, facente parte della provincia dell'Olanda Settentrionale e situato - come suggerisce il nome - lungo il corso del fiume Zaan), nella regione nota appunto come Zaanstreek ("regione della Zaan"). Dal punto di vista amministrativo, si tratta di un ex-comune, dal 1974 annesso alla municipalità di Zaanstad ; spesso viene considerato un tutt'uno con il vicino villaggio di Zaandijk, indicandoli con il nome di Koog-Zaandijk, anche se le due località conservano una propria identità e possiedono un codice postale differente.

## Geografia fisica

### Collocazione
Koog aan de Zaan si trova tra Westzaan e Zaandam (rispettivamente a sud-est della prima e a nord-ovest della seconda), a circa 20 km a nord/nord-est di Amsterdam.
Il villaggio è situato ad ovest del corso del fiume Zaan.

## Storia

### Simboli
Lo stemma di Koog aan de Zaan è simile a quello di Westzaan: è troncato d'argento e di rosso, a due coppie di leoni affrontati dell'uno nell'altro.
Questo stemma deriva da quello della signoria delle corporazioni..

## Monumenti e luoghi d'interesse

### De Waakzaamheid
Tra gli edifici d'interesse di Koog aan de Zaan, figura De Waakzaamheid, una storica locanda menzionata già nel 1626 (con il nome "De Jonge Prins") e punto d'incontro degli abitanti del villaggio e dei villaggi limitrofri.
|  |

### Mulino Het Pink
Altro edificio d'interesse di Koog aan de Zaan è il mulino Het Pink, un mulino a vento risalente al 1828.
|  |

## Sport
- La squadra di calcio locale è il Koger Football Club.[7]